# Kraftwerk Neuötting
Das Kraftwerk Neuötting ist ein Laufwasserkraftwerk  der österreichischen Verbund AG am Inn bei Neuötting.
Das von 1948 bis 1951 von der Innwerk AG erbaute Kraftwerk besteht aus einem fünffeldrigen Wehr an der linken Uferseite und einem Krafthaus mit 4 Kaplan-Turbinen an der rechten. Die Turbinen 1 bis 3 haben eine Nennleistung von jeweils 8000 kW bei einem Nenndurchfluss von 149 m³ pro Sekunde. Turbine 4 dient dem Eigenbedarf und hat eine Nennleistung von 1000 kW bei einem Nenndurchfluss von 19 m³/s. Eine Maschinenhalle fehlt, die beiden Portalkräne fahren im Freien. Am Nordufer gibt es seit 2013 eine 250 Meter lange Fischwanderhilfe,
die von Inn und Aubach gespeist wird. Wehr und Krafthaus liegen fast vollständig auf dem Gebiet der Gemeinde Winhöring. Auf dem Südufer auf Neuöttinger Gebiet steht eine Umspannanlage.
Das Kleinkraftwerk Aubach liegt in der Flucht des Innkraftwerks am nördlichen Ufer und wird von Aubach gespeist. Es wurde von 1949 bis 1952 erbaut und hat eine Kaplan-Turbine mit vertikaler Achse. Seine Ausbaufallhöhe beträgt 3,5 Meter.
Der Nachfolger der Innwerk AG, die E.ON Wasserkraft GmbH, verkaufte das Kraftwerk 2009 an die österreichische Verbund AG.